# Javier García (athlétisme)
Javier García Chico, né le 22 juillet 1966 à Barcelone, est un athlète espagnol spécialiste du saut à la perche.

## Carrière

### Palmarès
| Date | Compétition                    | Lieu         | Résultat | Performance |
| ---- | ------------------------------ | ------------ | -------- | ----------- |
| 1986 | Championnats ibéro-américains  | La Havane    | 2e       | 5,20 m      |
| 1987 | Championnats du monde en salle | Indianapolis | 11e      | 5,40 m      |
| 1987 | Championnats d'Europe en salle | Liévin       | 16e      | 5,30 m      |
| 1989 | Championnats du monde en salle | Budapest     | 8e       | 5,50 m      |
| 1989 | Championnats d'Europe en salle | La Haye      | 10e      | 5,50 m      |
| 1989 | Universiade d'été              | Budapest     | 3e       |             |
| 1990 | Championnats d'Europe en salle | Glasgow      | 6e       | 5,60 m      |
| 1990 | Championnats d'Europe          | Split        | 5e       | 5,70 m      |
| 1991 | Championnats du monde en salle | Séville      | 7e       | 5,60 m      |
| 1992 | Championnats d'Europe en salle | Gênes        | 10e      | 5,50 m      |
| 1992 | Jeux olympiques d'été          | Barcelone    | 3e       | 5,75 m      |
| 1993 | Championnats du monde en salle | Toronto      | 10e      | 5,50 m      |
| 1995 | Championnats du monde en salle | Barcelone    | 7e       | 5,60 m      |
| 1997 | Championnats du monde en salle | Paris        | 8e       | 5,55 m      |
| 1998 | Championnats d'Europe en salle | Valence      | 5e       | 5,60 m      |

### Records
| Épreuve          | Performance           | Lieu                  | Date         |
| ---------------- | --------------------- | --------------------- | ------------ |
| Saut à la perche | 5,75 m (en plein air) | Sant Cugat del Vallès | 3 août 1990  |
| Saut à la perche | 5,77 m (en salle)     | Grenoble              | 14 mars 1992 |